# Simon Ghraichy
Simon Ghraichy est un pianiste franco-libano-mexicain né en 1985 et habitant à Paris.

## Formation et prix
Après une enfance et une adolescence cosmopolite (Liban, Mexique, Canada), Simon Ghraichy découvre Paris et entre au conservatoire à rayonnement régional de Boulogne-Billancourt à 16 ans. Il étudie ensuite au Conservatoire national supérieur de musique de Paris en 2004 puis à l’Académie Sibelius de Helsinki en 2008, ce qui lui permet de suivre les conseils de maîtres tels que Michel Béroff, Daria Hovora ou Tuija Hakkila.
Il participe également à des masterclasses avec des pianistes internationaux comme Cyprien Katsaris, Jean-Philippe Collard, Gergely Bogányi et Jerome Lowenthal.
Parallèlement à ses études, Simon Ghraichy reçoit plusieurs prix internationaux, notamment au concours BNDES (Banque du Brésil) à Rio de Janeiro, au concours Manuel M. Ponce de Mexico ou encore le prix de la Fondation Cziffra.

## Carrière
Sa carrière prend un essor international en 2010 avec la parution de la critique de Robert Hughes, journaliste culturel au Wall Street Journal, qui remarque en particulier son interprétation des réminiscences de Don Juan de Liszt. Il a depuis joué dans de nombreux festivals, comme le festival international de l’UniSA en Afrique du Sud, le Festival EXIT en Serbie ou le festival Isang Yun en Corée du Sud.
Il est régulièrement invité pour jouer avec des orchestres : l’Orchestre symphonique de l'État de Mexico, l’Orchestre symphonique du Brésil, l'Orchestre symphonique du Caire, l’Orchestre philharmonique du Liban, l’Orchestre symphonique d’Almaty, l'Orchestre symphonique national de Cuba, l’Orchestre symphonique juvénile de Guadalajara, etc.
En France, on a pu l’écouter en récital avec le pianiste Cyprien Katsaris à la Collégiale Saint-Frambourg de Senlis, avec le violoncelliste Dominique de Williencourt, au musée d’Orsay, à la salle Cortot de Paris et régulièrement dans des festivals d’été.
En juin 2014, Simon Ghraichy a joué devant les militaires français et américains, en présence du Chef d'état-major[Lequel ?], à Bamako, au siège de la MINUSMA, force de l'ONU au Mali.
En 2015, la carrière de Simon Ghraichy prend un nouveau tournant. Il joue au Festival International d’Art Lyrique d’Aix-en-Provence, puis au Festival International de Baalbeck, au Liban, à l’occasion du 60e anniversaire. Il est aussi invité au Bard Music Festival à New York avec l’American Symphony Orchestra et au festival des Lisztomanias en France.
Il fait ses débuts en récital au Carnegie Hall à New York en octobre 2015, avec un concert intitulé "Liszt and the Americas", lors duquel il met en exergue les influences du compositeur hongrois sur la musique classique outre-Atlantique. Il reprendra ce concept au Kennedy Center de Washington en mars 2016, au Teatro Isauro Martínez de Torreón au Mexique, au Gran Teatro Nacional del Perú à Lima en avril 2016, à la Philharmonie de Berlin en novembre 2016 ainsi qu'au Théâtre des Champs-Élysées en mars 2017.
2016 marque aussi le retour de Simon Ghraichy au Zenkel Hall de Carnegie Hall dans un programme interrogeant ses racines hispaniques, dans le cadre du National Hispanic Heritage Month.
Sa prestation en juillet 2018 au festival "Un violon sur le sable" à Royan fut très remarquée.

## Discographie
En 2013, Simon Ghraichy sort son premier album consacré aux transcriptions et paraphrases d'airs d'opéras faites au XIXe siècle par le pianiste et compositeur Franz Liszt.
En 2015, le label néerlandais Challenge Records signe avec Ghraichy pour l'enregistrement de la Sonate pour piano en si mineur de Liszt ainsi que des Kreisleriana (Robert Schumann) qui a abouti à un CD fort apprécié de la critique,.
En 2016, Universal Music France et Simon Ghraichy s'engagent sur un partenariat de trois ans, notamment auprès des labels Deutsche Grammophon et Decca Records.
En Février 2019, Simon Ghraichy sort son 4ème album, "33", consacré à diverses pièces et créations (dont une création de Chilly Gonzales, de Jacopo Baboni Schilingi, de Pawel Szymanski) ainsi que des pièces de Robert Schumann et Philip Glass...